# اللجنة العربية للدراسات العثمانية
اللجنة العربية للدراسات العثمانية هي لجنة علمية بحثية تأسست عام 1982 بتونس العاصمة ومن مؤسسيها الأستاذ عبد الجليل التميمي والمرحوم عبد الرحيم عبد الرحمان عبد الرحيم.

## أهدافها
طبقا لنظامها الداخلي فاللجنة العربية للدراسات العثمانية تهدف إلى:
- 1*التأكيد على خصائص التاريخ العربي السياسي والحضاري ضمن الإطار العام للدولة العثمانية.
- 2*توثيق الروابط بين المؤرخين العرب العاملين في حقل الدراسات العثمانية وتنسيق التعاون بينهم وتعزيز العلاقات بين أقسام التاريخ والقيام ببحوث مشتركة وتشجيع تبادل الأساتذة.
- 3*التعريف بدور الوثائق ومواطنها، وحصر ونشر تلك الوثائق في الوطن العربي وتركيا وغيرهما، وتشجيع الاهتمام بدراسة الآثار العثمانية الموجودة في الوطن العربي وخارجه.
- 4*التعرف على الدراسات العثمانية في مختلف الجامعات العربية وغيرها بما في ذلك حصر وسائل الماجستير والدتورا وتبادل المعلومات ونقل نتائجها إلى جميع الدوائر العلمية العربية والدولية.
- 5*تشجيع تعلم اللغة التركية-العثمانية في الجامعات العربية وكذلك جميع العلوم المساعدة على الدراسات التاريخية.

## هيكلتها
تتألف اللجنة العربية للدراسات العثمانية من:
- جمعية عامة: مهمتها رسم سياسة اللجنة وتوجيه نشاطاتها.
- مجلس تنفيذي: يتألف من 7 أعضاء.
- رئاسة: للجنة رئيس ينتخب من قبل المجلس التنفيذي، ويتولى رئاستها الأستاذ عبد الجليل التميمي.

## أنشطتها
تشترك اللجنة مع مؤسسة التميمي للبحث العلمي والمعلومات في تنظيم مؤتمر كل سنتين للدراسات العثمانية، وقد انتظم آخر تلك المؤتمرات في أكتوبر 2008 وينتظر أن ينعقد المؤتمر القادم في أكتوبر 2010.